# Lockhart (Familienname)
Lockhart ist ein ursprünglich schottischer Familienname.

## Herkunft und Bedeutung
Lockhart ist ein Übername für einen mutigen Menschen.

## Namensträger
- Anne Lockhart (* 1953 als Anne Kathleen Maloney), US-amerikanische Schauspielerin
- Archibald Lockhart (1875–1941), kanadischer Curler
- Barb Lockhart (* 1941), US-amerikanische Eisschnellläuferin
- Beatriz Lockhart (1944–2015), uruguayische Komponistin
- Bruce M. Lockhart (* 1960), US-amerikanischer Südostasienwissenschaftler
- Calvin Lockhart (1934–2007), US-amerikanischer Schauspieler
- Carla Lockhart (* 1985), britische Politikerin (DUP), Mitglied des britischen Unterhauses
- Dennis P. Lockhart (* 1947), US-amerikanischer Wirtschaftswissenschaftler und Zentralbanker
- Dominic Lockhart (* 1994), deutscher Basketballspieler
- Don Lockhart (1931–1982), kanadischer Eishockeyspieler
- Emma Lockhart (* 1994), US-amerikanische Schauspielerin und Model
- Frank Lockhart (1903–1928), US-amerikanischer Auto-Rennfahrer
- Gene Lockhart (1891–1957), US-amerikanischer Schauspieler
- George William Lockhart (1849–1904), britischer Elefantentrainer
- Grace Annie Lockhart (1855–1916), erste Frau im Vereinigten Königreich, die einen Bachelor-Abschluss erhielt
- Howie Lockhart (1897–1956), kanadischer Eishockeytorwart
- Jackie Lockhart (* 1965), schottische Curlerin
- James Lockhart (Politiker) (1806–1857), US-amerikanischer Politiker
- James Lockhart (Dirigent) (1930–2025), schottischer Dirigent und Pianist
- James Lockhart (Historiker) (1933–2014), US-amerikanischer Historiker
- James A. Lockhart (1850–1905), US-amerikanischer Politiker
- James Haldane Stewart Lockhart (1858–1937), britischer Kolonialbeamter
- John Stanley Lockhart (1935–2006), australischer Jurist, Anwalt und Richter des Federal Court of Australia und Mitglied des WTO Appellate Body
- Julie Lockhart, britische Filmproduzentin
- June Lockhart (* 1925), US-amerikanische Schauspielerin
- Kathleen Lockhart (1894–1978), US-amerikanische Schauspielerin
- Kathleen Lockhart Manning (1890–1951), US-amerikanische Komponistin
- Keith Lockhart (* 1959), US-amerikanischer Dirigent
- Leslie Lockhart (1897–1966), britischer Generalmajor
- Luke Lockhart (* 1992), kanadischer Eishockeyspieler
- Michael Lockhart (1960–1997), US-amerikanischer Serienmörder
- Paul Lockhart (* 1956), amerikanischer Astronaut
- R. H. Bruce Lockhart (Robert Hamilton Bruce Lockhart; 1887–1970), britischer Diplomat
- Rob Lockhart (1893–1981), britischer Generalleutnant und Gouverneur
- Sandy Bruce-Lockhart, Baron Bruce-Lockhart (1942–2008), britischer Politiker (Conservative Party)
- Sidney Lockhart (Sidney Martin Junior Lockhart, * 1996), dominicanischer Fußballspieler
- Warren Lockhart (1940–2012), US-amerikanischer Filmproduzent
- William Lockhart (Diplomat) (1621–1675), englischer Diplomat
- William Lockhart (Missionar) (1811–1896), britischer Arzt und Missionar
- William Lockhart (General) (1841–1900), britischer General, Oberbefehlshaber in Indien